# Киличев, Ойбек Махмурович
Ойбек Махмурович Киличев (узб. Oybek Maxmurovich Qilichev; род. 17 января 1989 года; Ташкент, Узбекская ССР, СССР) — узбекский футболист. Полузащитник клуба «Навбахор».

## Карьера
Является воспитанником ташкентского «Трактора». После расформирования «Трактора» в конце 2007 года, перешёл в молодёжную команду «Пахтакора». В 2010 году был привлечен в основную команду «Пахтакора» и за один сезон сыграл в двух матчах. В начале 2011 года перешёл в клуб «Андижан» из одноименного города и выступив один сезон, сыграл в 18 матчах и забил 2 гола.
В 2012 году вернулся в «Пахтакор» и выступал за клуб до первой половины 2014 года. За это время Киличев сыграл в 55 матчах и забил 5 голов. В середине 2014 года был передан в качестве аренды, клубу из ОАЭ — «Аль-Шааб». В арабской команде Киличев сыграл в 11 матчах и забил 1 гол. В начале 2015 года перешёл в иранский «Пайкан» и выступает за этот клуб до сегодняшнего времени.

### Карьера в сборной
В 2009 году был членом молодёжной сборной Узбекистана, за которого сыграл два матча. В 2012 году был приглашен в национальную сборную Узбекистана, за которого сыграл три матча.

## Достижения
«Пахтакор»
- Чемпион Узбекистана: 2012
- Серебряный призёр чемпионата Узбекистана: 2010